# فرودگاه کین/المیرتس رسورت
فرودگاه کین/المیرتس رسورت  (به انگلیسی: Keene/Elmhirst's Resort Airport) یک فرودگاه خصوصی است که یک باند فرود چمن دارد و طول باند آن ۸۵۳ متر است. این فرودگاه در کشور کانادا قرار دارد و در ارتفاع ۱۹۸ متری از سطح دریا واقع شده است.